# Ioan-Sabin Sărmaș
Ioan-Sabin Sărmaș (n. 16 martie 1985, Cluj-Napoca, România) este un deputat român, ales în 2020 din partea PNL. 